# بلییو-سوور-مر
بلییو-سوور-مر (به فرانسوی: Beaulieu-sur-Mer) یک کمون در کشور فرانسه است که در canton of Villefranche-sur-Mer واقع شده‌است.

## خصوصیات
بلییو-سوور-مر ۰٫۹۲ کیلومترمربع مساحت و ۳٬۷۴۲ نفر جمعیت دارد.